# Даниялов, Гаджиали Даниялович
Гаджиали́ Дания́лович Дания́лов (1911, Ругуджа, Гунибский район, Дагестанская АССР — 2006, Махачкала, Республика Дагестан) — советский и российский историк, государственный и партийный деятель. Доктор исторических наук (1961), заслуженный деятель науки РСФСР (1966).

## Биография
Гаджиали Даниялов, младший брат многолетнего руководителя (председатель Совнаркома, 1-й секретарь Обкома) Дагестанской АССР Абдурахмана Даниялова (1908—1981), родился в селении Ругуджа, ныне Гунибского района Дагестана. Аварец.
В 1924—1929 годах обучался в педагогическом техникуме, затем в интернате второй ступени. В 1929—1930 годах учился на рабфаке, позднее секретарь Чародинского и Гунибского райкомов комсомола. Находился на партийно-хозяйственной работе: уполномоченный Наркомата заготовок СССР по ДАССР; первый секретарь Унцукульского (1941—1943) и Гунибского (1943—1945 гг.) райкомов ВКП(б); заведующий сельхозотделом Дагобкома партии, директор областной партийной школы.
По утверждению С. М. Айдинбекова (лезгина, председателя Совета министров ДАССР), в 1945 году, будучи секретарём Гунибского РК ВКП(б), Г. Д. Даниялов «избил начальника РО МВД Абасова. Будучи председателем исполкома Хунзахского района, сожительствовал с женой фронтовика, имел ребёнка». Айдинбеков считал ошибочными два кадровых решения Дагестанского обкома: «Первое — освобождение Габибова — уполминзаг и утверждение на эту должность брата Даниялова, второе — освобождение Гасанова — зам. министра внутренних дел и утверждение брата Даниялова. Оба решения были отменены после вмешательства ЦК ВКП(б) по жалобам Гасанова и Габибова. Брат Даниялова активно вмешивается в дела обкома, ведет себя как второй секретарь Обкома»
В 1945—1947 годах— на Ленинских курсах при ЦК КПСС в Москве, в 1948—1951 годах — в Высшей партийной школе. С 1951 по 1954 год обучался в Академии общественных наук, защитил кандидатскую диссертацию «Коммунистическая партия Советского Союза в борьбе за подъём общественного животноводства в послевоенный период».
С 1954 по 1972 год был директором Института истории, языка и литературы Дагфилиала АН СССР. В 1961 году защитил докторскую диссертацию на тему «Социалистические преобразования в Дагестане в 1920—1921 гг.».
В 1973 году перешёл на работу в Дагестанский сельскохозяйственный институт. Являлся заместителем председателя Дагестанского отделения общества «Знание».
Награждён двумя орденами Трудового Красного Знамени, медалями.
Скончался в 2006 году. Похоронен в Махачкале.

## Научная деятельность
Основные направления научно-исследовательской работы — вопросы истории Дагестана советского периода. За время работы в Даг. ФАН СССР им было опубликовано более 50 работ, в их числе монографии:
- «Дагестан во второй половине XIX — нач. XX в.»;
- «Социалистические преобразования в Дагестане в 1921—1941 гг.» (М., 1960);
- «Развитие экономики и культуры Дагестана» (М., 1966);
- «Краткая история Дагестана» (Дагучпедгиз, 1966);
- «Классовая борьба в Дагестане во второй половине XIX — начале XX вв.» (Махачкала, 1970).

Под его руководством издано 23 тома учёных записок ИЯЛИ Даг ФАН РАН, «Очерки истории Дагестана» в 2 томах, «История Дагестана» в 4 томах (М., 1969) и др.